# Fat Mike
Michael John Burkett (Boston, 16 januari 1967), beter bekend als Fat Mike, is de zanger en basgitarist van de Amerikaanse punkband NOFX. Tevens is hij bassist van de punk-coverband Me First and the Gimme Gimmes en oprichter en eigenaar van het onafhankelijke platenlabel Fat Wreck Chords. Voordat NOFX werd opgericht in 1983 speelde hij in de punkband False Alarm. Burkett maakt onder zijn alias Cokie the Clown ook solo muziek.

## Biografie
Burkett kreeg zijn bijnaam nadat hij in zijn studententijd was aangekomen. De naam is blijven hangen en is uiteindelijk gebruikt in de naam van zijn platenlabel dat hij samen met zijn vrouw Erin runt.
Mikes stijl is erg melodisch, en soms wat agressief. Zijn geluid heeft wat distortion, maar het klinkt erg warm en rond. Hij staat bekend om zijn Danelectro DC bass.
Mike steunt PETA. In 2003 was hij initiator van Punk Voter, een project om fans van punkmuziek politiek bewust te maken en tegen George W. Bush te laten stemmen. Tot dit doel hield hij ook de "Rock Against Bush" Tour. Hoewel Bush de verkiezingen van 2004 won is Punk Voter nog steeds actief.
- International Standard Name Identifier: 0000 0003 5633 3552
- Library of Congress Control Number: no2011147011
- MusicBrainz: a4ed62eb-2728-45f0-9290-9684547bf1ef
- SNAC: w6s509h4
- Virtual International Authority File: 184199540
- WorldCat: E39PBJkhP9fkKFDfRKVtPcR7pP